# Mohammad Jusuf Bejdun
Mohammad Jusuf Bejdun (ur. 1931, zm. 20 grudnia 2023) – libański polityk szyicki. Ukończył prawo na Uniwersytecie Św. Józefa w Bejrucie. W 1972 po raz pierwszy został wybrany deputowanym do libańskiego parlamentu (reelekcje w 1992 i 1996). W latach 1980–1982 piastował stanowisko ministra przemysłu i ropy w rządzie Szafika al-Wazzana. W 1990 mianowano go ministrem zasobów wodnych i elektryczności w gabinecie Umara Karamiego. Natomiast w rządzie kierowanym przez Salima al-Hussa pełnił funkcję szefa resortów edukacji, kultury oraz młodzieży i sportu (1998–2000).